# 臼井孝 (音楽マーケッター)
臼井 孝（うすい たかし、1968年9月6日 - ）は、日本の音楽マーケッター、音楽分析家、コラムニストである。配信サイトのプレイリストの選曲やCDの企画、さらにライナーノーツや雑誌、ウェブサイトでの連載も行っている。T2U音楽研究所代表。

## 人物・来歴
- 1968年（昭和43年） - 京都府に生まれる。
- 1987年（昭和62年） - 洛南高等学校卒業
- 1993年（平成5年） - 京都大学大学院理学研究科修了後、就職を機に横浜に移住。
- 1997年（平成9年） - 三菱化学を退職後、広告代理店の放送出版エージェンシーに入社。拠点を東京に移す。
- 2000年（平成12年） - サラリーマンのかたわら、『日経エンタテインメント！』ウェブサイト版で「つのはず誠の週間音楽チャート分析」を連載開始
- 2002年（平成14年） - 情報誌『日経エンタテインメント!』で「つのはず誠の月間チャート診断」連載開始（後に「ヒットは複眼で探せ！」に継続）
- 2003年（平成15年） - 初めて企画したオムニバスCDアルバム『ノエビアCM HITS!〜コスメティック・ルネッサンス』が発売される。
- 2005年（平成17年） - 「T2U音楽研究所」を立ち上げ独立し、音楽市場分析活動に専念する。平行して、CDの企画・監修、まもなくして配信サイトの選曲や監修を行うようになる。
- 2008年（平成20年） - 演歌歌手によるJ-POPカバー音源を集めた異色コンピレーション・アルバム『エンカのチカラ』がヒット。シリーズ化し9作発売される。累計5万枚を超えるヒットとなる。
- 2012年（平成24年） - 数多く別ボーカル・バージョンが存在する松崎しげる歌唱の「愛のメモリー」だけを収録したメガボリュームシングルを企画。25年ぶりにオリコンチャートランクインとなる。ギネス世界記録に申請される。（#シングル参照）
- 2015年（平成27年） - 執筆名の「つのはず誠」を新聞・TVでのコメント登場時の本名「臼井孝」に統一する。
- 2019年（平成31年） - 初の単著となる書籍『記録と記憶で読み解くJ-POPヒット列伝』を発表、ならびに初のレギュラーラジオ番組『渋谷のザ・ベストテン』（渋谷のラジオ）を開始。
- 2020年（令和2年） - ポニーキャニオンのストリーミングサービスのプレイリスト「おとラボ」のキュレーションをつとめる。

## エピソード
- 岩崎宏美が2007年2月から5月にかけて復刻した「オリジナル・アルバム紙ジャケ・コレクション[1]」の企画を担当した。発売当時のレコード（LP）を踏襲したデザイン（紙ジャケット）や ボーナス・トラックの収録、歌手本人へのインタビューを掲載する形態は、その後ビクターエンタテインメントから発売される復刻盤CDの定番スタイルとなった[2]。
- ヒットチャートに並ならぬ愛情と情熱を注ぐ。「ヒットは複眼で探せ」をキーワードに、サウンドスキャン、ビルボード・ジャパン、Spotify、Apple Music、レコチョク、iTunes、オリコン、カラオケなど各種ランキングの日間、週間を都度チェックしている。
- 全国のレコード店をまわり、在庫状況や陳列状況などからその地域性や傾向を把握してきた。47都道府県のレコード店に実際足を運んでいる。それが契機となり、「つのはず誠の元気が出るCDショップ」というコラムを連載していた。
- かつてのペンネーム「つのはず」の由来は、東京都新宿区にかつて存在した地名の「角筈」であった。

## 主な企画・監修作品
プレイリスト（各種ストリーミングサービス）
　　おとラボ
　　おもなプレイリスト
　　「夏うた！海や山の想い出よみがえる平成・令和J-POP」
　　「絶品！絶唱！このカバーがスゴい！名曲COVERS」
　　レコメモ
　　クラオン
　　ビクター「80年代90年代アニソン必勝曲~恋の呪文はスキトキメキトキス」

### シングル
松崎しげる - 「愛のメモリー」35周年エディション
森山良子 - 「さとうきび畑（特別完全版）／涙そうそう」（カセットテープ版）

### コンピレーション・アルバム
『アニソン・ヒッツ!〜歌えるアニメソング集』 - テレビアニメのオープニング・テーマ曲を集めた企画盤
『エンカのチカラ』シリーズ - 演歌歌手がカバーしたJ-POP、フォークソング等を集めた企画盤
『想いうた〜歌姫エール・ソングス』 - 女性歌手によるエール・ソング集、326によるCDジャケット
『想いうた〜歌姫フォーク・カバーズ』 - 女性歌手による男性フォークソングのカバー集、326によるCDジャケット
『禁じられた愛の唄』 -不倫・浮気・略奪愛など禁断の愛をうたった演歌・歌謡曲集
『クリスマスラブソングス～冬の涙の処方箋』- 失恋ソングばかりを集めた異例のクリスマスソング集
『旅立ちSONGS～大切な人に贈る歌』- 送別会や壮行会で歌われる人気曲やふさわしい名曲を収録した企画盤
『大切な人と聴きたい15のラブソング』 - 結婚式でも使われるようなロングヒットの純愛ラブソングを集めた企画盤
『大切な人と聴きたい15のラブソング 2』
『誰にも言えない恋のうた』- 女性ボーカルの切ないラブソングを集めた企画盤
『地球バラード』 - 1990年代を中心としたロック・バラードの名曲集
『熱唱!女（オトナ）の恋唄～ラブソング・ベスト・ヒット』 - カラオケで大人気のオトナの女性曲集
『ノエビアCM HITS!〜コスメティック・ルネッサンス』 - ノエビア化粧品の歴代のCMソングから選曲された企画盤
『名曲発掘! ジュエル・バラッズ』 - 記録より記憶に残る音楽、がコンセプトのバラード集第2弾
　本田美奈子.「つばさ (本田美奈子の曲)」の収録が話題となりAmazonコンピレーション部門で連日1位を獲得
『COVER WHITE 男が女を歌うとき』 - 男性アーティストが女性歌手の楽曲をカバーしたものから選曲された企画盤
『COVER WHITE 男が女を歌うとき 2 -WISH-』 - 男性アーティストが女性歌手の楽曲をカバーしたものから選曲された企画第2弾
『COVER WHITE 男が女を歌うとき 3 -VINTAGE-』 - 男性アーティストが女性歌手の昭和楽曲をカバーしたものから選曲された企画盤
『COVER RED 女が男を歌うとき』 - 女性アーティストが男性歌手の楽曲をカバーしたものから選曲された企画盤
『COVER RED 女が男を歌うとき 2 -WISH-』 - 女性アーティストが男性歌手の楽曲をカバーしたものから選曲された企画第2弾
『COVER RED 女が男を歌うとき 3 -VINTAGE-』 - 女性アーティストが男性歌手の昭和楽曲をカバーしたものから選曲された企画盤
『COVER Respect スウィート・バラッド　女が女を歌うとき』
『COVER Respect ビター・バラッド　男が男を歌うとき』
『DRIVIN' J-POP for LOVE&JOY』 - ドライブがコンセプトのJ-POP集（選曲）
『Eternal Ballads』 - 記録より記憶に残る音楽、がコンセプトのバラード集
『LIGHTS OF LIFE〜明日のために』 - 大人への応援歌、がコンセプトの企画盤。仙台市立八軒中学校　吹奏楽・合唱部による「あすという日が」を収録。
『PORTRAIT RED』 - オリジナルアーティストによるセルフカバー・アルバムの女性編
『PORTRAIT BLUE』 - オリジナルアーティストによるセルフカバー・アルバムの男性編
『WITH YOU〜LOVE DUET COLLECTION』 - デュエット・ソングを集めた企画盤。J-POP系では初。

### CD-BOX
伊藤咲子 - 『COMPLETE BOX』
岩崎宏美 - 『HIROMI IWASAKI 30TH ANNIVERSARY BOX』『ROYAL BOX〜Super Live Collection』『「誕生」「家族」「きょうだい」BOX』
畑中葉子 - 『後から前からBOX』
早見優 - 『THANK YU〜30th Anniversary Special Box〜』

### GOLDEN☆BEST
石野真子 - 『GOLDEN☆BEST 石野真子』
岩崎宏美 - 『GOLDEN☆BEST 岩崎宏美』『GOLDEN☆BEST II 岩崎宏美』
佐良直美 - 『GOLDEN☆BEST deluxe 佐良直美 コンプリート・シングルス+ヒット・カバー・コレクション』(3枚組)
桜田淳子 - 『GOLDEN☆BEST 桜田淳子』
シェリー - 『GOLDEN☆BEST シェリー』
障子久美 - 『GOLDEN☆BEST 障子久美』
太川陽介 - 『GOLDEN☆BEST 太川陽介』
野沢直子 - 『GOLDEN☆BEST 野沢直子』
平尾昌晃&畑中葉子 - 『GOLDEN☆BEST 平尾昌晃&畑中葉子』
畑中葉子 - 『GOLDEN☆BEST 畑中葉子』
山田邦子 - 『GOLDEN☆BEST 山田邦子』

### その他アルバム
岩崎宏美 - オリジナル・アルバム紙ジャケ・コレクション（計24作品）、オリジナル・アルバム高品質CDコレクション（計5作品）
工藤静香 - 『My Heartful Best -松井五郎コレクション- 』（企画協力）
工藤静香 - 『My Treasure Best -中島みゆき×後藤次利コレクション- 』（企画協力）
早見優 - 『THANK YU〜30th Anniversary Single Best〜』

## 主な執筆・出演

### 書籍
記録と記憶で読み解くJ-POPヒット列伝（19年、いそっぷ社）

### ラジオ番組
渋谷いきいき倶楽部(第三月曜日・13時、23年～)
渋谷のザ・ベストテン（毎週水曜・12時、19年～23年、渋谷のラジオ）
特に反響の大きかった放送回（渋谷のラジオnoteより、トーク部分のみ） 「最終回：感謝のリクエスト祭り」（2023年3月29日）  「西城秀樹さん70年代ライブ盤限定ベストテン&高安紗やかさん卒業」　（2022年9月28日）  「植草克秀さんコメント&おとラボ　アニソン90年代00年代」（2021年11月17日）  「藤川貴央（ラジオ大阪）アナウンサー ゲスト出演」（2021年11月10日）  「少年隊限定ベストテン」(2020年9月9日）  「石川さゆりさんゲスト出演＆臼井孝 涙のベストテン」（2020年3月25日）  「西城秀樹さんシングル限定ベストテン」（2020年3月2日
令和最初の海の日 特別番組 Exciting Holiday「エキホリ」（19年、エフエム青森）
Exciting Request Club ～spring ver.～「エキリク」（20年、エフエム青森）

### コラム
デイリー新潮　「記録と記憶で読み解く　未来へつなぐ平成・昭和ポップス」　（24年～）
fumufumu news - 「"記録と記憶のヒット”から読み解く　未来へつなぐ昭和ポップス」(22年～23年）
タレントパワーランキング -「臼井孝のヒットは複眼で探せ！TPR編」（12年～）
Re:minder（20年）臼井孝コラムリスト
日経エンタテインメント! - 「音楽チャート分析」（20年～）
「臼井孝のヒットは複眼で探せ！」（13年～16年）、「つのはず誠の月間音楽チャート診断」（02年～13年）、その他 女性アーティスト関連の特集記事
週刊女性PRIME（20年～21年）
47NEWS - 「臼井孝の音楽玉手箱」（09年～21年）
日経トレンディネット -「臼井孝の音楽チャートから見るヒット曲最前線！」（15年～17年）
日経トレンディネット - 「つのはず誠のヒットチャートからヒット曲を見つけます!」（ビルボードジャパン・データによるヒット曲分析、14年～15年）
日経トレンディネット - 「つのはず誠のヒットチャートからヒット曲が探せるか!?」（サウンドスキャンデータによるヒット曲分析、13年～14年）
全日本CDショップ組合 - 「つのはず誠の元気が出るCDショップ」（11年～15年）
日経ビジネスオンライン -「ヒットチャートオタクが教えるあなたの知らないヒット曲」（14年～15年）
歌ネット - 「臼井孝のキラ☆歌発掘隊」（09年～16年）
CDジャーナル
mora - 「臼井孝のmoraヒットチャート診断」（16年～17年）
OKMusic - 「臼井孝のヒット曲探検隊～アーティスト別ベストヒット20」（17年～19年）

### ライナーノーツ
伊藤咲子 - 『COMPLETE BOX』
岩崎宏美 -　『オリジナル・アルバム紙ジャケ・コレクション（計24作品）』『オリジナル・アルバム高音質CDコレクション（計5作品）』『ROYAL BOX〜Super Live Collection』『Dear Friends BOX』『35th Anniversary Concertパンフレット』
遠藤京子（遠藤響子） - 『ゴールデン☆ベスト　輝きたいの Victor Years 1981-1985 (+'99)』
加藤登紀子 長谷川きよし『LIVE』
河合奈保子 - 『Jewel Box』『Jewel Box2』『Pure Moments』『しんぐる・これくしょん』
工藤静香 - 『My Heartful Best -松井五郎コレクション- 』
工藤静香 - 『My Treasure Best -中島みゆき×後藤次利コレクション- 』
畑中葉子 - 『GOLDEN☆BEST 畑中葉子』『後から前からBOX』
早見優 - 『THANK YU〜30th Anniversary Special Box〜』『THANK YU〜30th Anniversary Single Best〜』

### TV出演
超逆境クイズバトル!! 99人の壁　真夏の音楽SP　特別賞獲得 (2020年）
ZIP! - 「くラベロ！」（「雪」ソング VS「冬」ソング）、（「桜」ソング VS 「春」ソング）、（「男」ソング VS 「女」ソング　、2015～2017年、不定期）
テレビ東京『ゆうがたサテライト』安室奈美恵引退による経済効果について (2017年）
NHK『データなび』データで作る“あの時代っぽい歌”（2015年）
総力報道!THE NEWS - 酒井法子の音楽活動について（2009年）